# Proterotaiwanella tanabei
Proterotaiwanella tanabei är en mångfotingart som beskrevs av Bonato, Foddai och Minelli 2002. Proterotaiwanella tanabei ingår i släktet Proterotaiwanella och familjen storhuvudjordkrypare. Inga underarter finns listade i Catalogue of Life.